# 埃克米爾之戰
埃克米爾戰役（法語：Bataille d'Eckmühl），由於法軍長期行軍，加上拿破崙錯估了敵軍主力位置，而使得法軍處於疲憊且錯估情勢的狀態。這次之戰之所以獲得勝利，全靠拿破崙能臨危拼湊戰術，迅速反應讓敵軍措手不及。

## 註解
1. 1 2  Gill 2014，第257頁.
2. 1 2  Gill 2014，第279頁.